# Matt Willis
Mathew James Willis, noto anche con lo pseudonimo di Matt Jay (Londra, 8 maggio 1983), è un musicista, attore e personaggio televisivo britannico.
Conquistò la fama nel 2002 come bassista e co-fondatore del gruppo pop rock britannico Busted, dei quali fa parte insieme ai musicisti James Bourne e Charlie Simpson. Come solista, pubblicò l'album Don't Let It Go to Waste nel 2006, dal quale furono tratti alcuni brani che vennero inseriti nelle colonne sonore dei film Alex Rider: Stormbreaker e Mr Bean's Holiday.
Oltre alla carriera musicale, nel Regno Unito è molto popolare come presentatore televisivo, attore di soap opera, e per aver vinto il reality show I'm a Celebrity...Get Me Out of Here! nel 2006.

## Biografia

### Infanzia e adolescenza (1983-2000)
Willis nacque a Tooting, nel sud di Londra, l'8 maggio del 1983.
Fin da bambino soffrì di vari disturbi, tra cui l'asma. A dieci anni cominciò a fumare sigarette, mentre a tredici faceva già pesante uso di cannabis. Tutte queste problematiche causarono anche la sua espulsione da scuola, dopo la quale Willis frequentò la Woking High School. Inoltre, ebbe tre cognomi diversi nel corso della sua vita: quello del padre biologico, Willis; quello della madre, Woods, dopo il divorzio dei genitori; Sargeant dopo il secondo matrimonio della madre.
Frequentò la scuola privata di arti dello spettacolo Sylvia Young Theatre School di Marylebone, Londra, insieme a Amy Winehouse.
Nel 2001 conobbe James Bourne, Ki Fitzgerald e Owen Doyle, con cui formò i Termites, il primo nucleo dei Busted.

### Busted (2001-2005)
Nel 2001 Willis fondò la band pop-rock Busted insieme all'amico James Bourne, progettando di suonare la chitarra. In seguito, tramite audizioni, a loro si unì Charlie Simpson, e Willis decise così di ricoprire il ruolo di bassista. In quegli anni, la quasi totalità delle persone credeva che Willis si chiamasse semplicemente "Mattie Jay". Durante il periodo di attività della band, Willis partecipò alla stesura di diverse canzoni, nonostante la maggior parte fossero scritte da Bourne. La band ottenne molto successo in Inghilterra ed in tutta la Gran Bretagna, contribuendo a riportare popolarità al genere pop-punk. I Busted pubblicarono quattro album in totale tra il 2001 ed il 2004, prima di sciogliersi ufficialmente nel gennaio del 2005.

### Carriera solista (2005-2012)
In coincidenza con lo scioglimento della band, il cantante passò un periodo in una clinica per disintossicarsi tra il 2005 ed il 2006. Nel frattempo, mentre andava e veniva dalla clinica, cominciò a registrare e pubblicare vari singoli da solista.
Il singolo di debutto, Up All Night, ebbe un discreto successo, ma il seguente, Hey Kid, non fece altrettanto. La casa discografica intimò così a Willis di partecipare al programma televisivo I’m a Celebrity… Get Me Out of Here! se avesse voluto pubblicare l'album. Willis accettò immediatamente l'offerta.
Di conseguenza, nel 2006 partecipò alla sesta edizione del reality show I’m a Celebrity… Get Me Out of Here, vincendo e venendo incoronato 're della giungla' (titolo con cui il programma chiama ogni vincitore). Nello stesso anno partecipò anche al talent show culinario Celebrity Masterchef.
Nel novembre 2006 fu finalmente pubblicato il primo album da solista di Willis, intitolato Don't Let It Go to Waste. Realizzò inoltre la cover del brano Crash dei The Primitives per la colonna sonora del film Mr. Bean's Holiday. In seguito lasciò la sua casa discografica, Mercury Records.
Tuttavia, l'album non ebbe il successo sperato, ma nonostante questo Willis diventò più popolare che mai tra il pubblico britannico grazie alla vittoria al reality.
Tra il 2007 ed il 2009, Willis si cimentò come presentatore, sia insieme alla moglie che in solitario. Alcuni tra i programmi che videro la sua partecipazione furono due edizioni dello spin-off I'm a Celebrity...Get Me Out of Here! NOW! nel 2007 e nel 2008, al fianco della moglie, rifiutando invece di presentare lo show anche nel 2009, in seguito alla nascita della prima figlia della coppia. Fu anche presentatore dello spin-off della versione britannica del Grande Fratello, la cui versione principale all'epoca era presentata da sua moglie. Inoltre, presentò vari eventi musicali, tra cui il red carpet dei BRITAwards nel 2007 e 2008, l'MTV Spanking New Music Tour nel 2007 e il red carpet dei BAFTA Awards nel 2008.
Tra il 2010 e il 2012 Willis prese parte a varie produzioni teatrali. I ruoli più importanti che ha ricoperto sono quelli di Fiyero in Wicked, di Nick nel musical Flashdance e Chuck in Footloose.
Oltre a presentare, tornò anche alle proprie radici come attore. Nel 2014 interpretò il ruolo di Garth Stubbs nella sitcom Birds of a Feather e nello stesso anno recitò anche nella soap opera EastEnders in onda sulla BBC One

### McBusted (2013-2014)
Nel 2013 Willis prese parte al progetto McBusted, che vedeva unite appunto le due band McFly e Busted. La band non vide però il contributo di Charlie Simpson, che preferì non prendervi parte. I McBusted pubblicarono un album omonimo e organizzarono due tour tra il 2013 e il 2014.

### Riunione dei Busted (2015-presente)
Il 10 novembre del 2015 fu annunciato che la band si sarebbe riunita, confermando anche un tour previsto per il maggio del 2016. Alla fine del 2016, la band pubblicò un nuovo album, Night Driver. Nel 2019 pubblicarono il quarto album, Half Way There.

## Vita privata

### Dipendenze e controversie
Nel 2019, Willis parlò delle proprie dipendenze al podcast The Naked Professors. Secondo Willis, i suoi problemi con la dipendenza da sostanze iniziarono all'età di soli sette anni, quando si accorse di sentire la testa girare quando usava l'inalatore necessario per la sua asma.
A soli tredici anni cominciò a fare uso di cannabis, cominciò a bere, e disse di aver cominciato a fare uso di cocaina per avere la sensazione di mantenersi sobrio quando beveva troppo.
Nel corso degli anni dei Busted, a Willis fu spesso associata l'immagine di 'cattivo ragazzo', a causa dei suoi atteggiamenti. Riguardo al proprio atteggiamento sfrontato, Willis dichiarò che all'età di diciassette anni gli importava solamente essere popolare ed ammirato dai propri amici, e che questo lo portava a comportarsi in maniera sgarbata verso fotografi, giornalisti ed autorità in generale.
Già prima dello scioglimento della band, Willis cominciò ad assumere sempre più alcolici, al punto da perdere frequentemente il controllo. Quando i Busted si separarono, Willis affrontò la situazione incrementando l'assunzione di alcolici, fino ad abusarne. Nel marzo del 2005, all'età di 21 anni, per tre settimane fu mandato alla clinica privata Priory di Londra, specializzata nel trattamento di casi di abuso di alcolici e di problemi psicologici. L'anno seguente, nel luglio del 2006, il cantante fu nuovamente portato alla clinica per dipendenza da cannabis. In questo periodo, si riscontrarono in Willis gravi problemi fisiologici e perdite di memoria dovuti all'abuso di sostanze.
Nel giugno del 2008, Willis si recò nuovamente in una clinica, a Bournemouth, in seguito ad un'imposizione della fidanzata dell'epoca. La donna, infatti, lo mise davanti ad un ultimatum: se Willis non avesse smesso di bere e assumere droghe, non l'avrebbe sposato. Ciò avvenne in seguito ad una serata in compagnia dell'ex compagna di scuola ed amica di Willis Amy Winehouse, che portò Willis al limite e lo costrinse a passare cinque intere settimane in clinica per disintossicarsi da droghe e alcolici.
Nonostante queste siano le uniche date ufficiali, Willis sostiene di essersi recato in clinica altre volte, ma che i giornalisti non sappiano nulla al riguardo.
Nel 2011, la morte di Amy Winehouse colpì profondamente Willis, che al riguardo dichiarò "la sua morte continua a ripetersi nella mia testa". Tra le altre cose, nel corso di quegli anni Willis assunse anche ayahuasca, un potente allucinogeno.
Durante il documentario del 2014 Fearne and McBusted condotto da Fearne Cotton, la moglie di Willis, Emma Griffiths, esternò la propria preoccupazione riguardo alla partenza del marito per il tour imminente, per timore che potesse ricadere nelle vecchie abitudini. Spesso Willis dichiarò che fu merito della moglie se riuscì a superare i momenti difficili e le dipendenze.
Willis si dichiara attualmente completamente pulito e lontano da ogni genere di sostanza da dieci anni, nonostante sostenga di essere cosciente che, a causa della propria mentalità, rischierebbe di ricadere immediatamente nelle vecchie abitudini se solo ci provasse.

### Famiglia
Willis ha un fratello maggiore ed una sorellastra, Amanda Sargeant.
Il 5 luglio 2008 Willis si sposò con la conduttrice televisiva britannica Emma Griffiths, più grande di lui di sette anni, a Rushton Hall, nel Northamptonshire. La coppia ha 3 figli: Isabelle Cathrine, nata il 20 giugno del 2009, Ace, nato nel novembre del 2011, e Trixie Grace, nata il 4 maggio 2016. I due dichiarano di avere raggiunto un equilibrio e non volere altri figli.

## Moda
Willis possiede e promuove una propria linea di vestiti chiamata JERK clothing. Il marchio produce abiti in cotone organico, in una fabbrica alimentata ad energia eolica. La totalità dei profitti viene devoluta in beneficenza a The UK Sepsis Trust.

## Discografia

### Album in studio da solista
- 2006 - Don't Let It Go to Waste

### Singoli da solista
- 2006 - Up All Night
- 2006 - Hey Kid
- 2006 - Don't Let It Go to Waste

### Colonne sonore da solista
- 2006 - Alex Rider: Stormbreaker - Hey Kid
- 2007 - Mr Bean's Holiday - Crash
- 2007 - I Do & I Don't - Skye Boat

### Album in studio con i Busted
- 2002 - Busted
- 2003 - A Present for Everyone
- 2004 - Busted US
- 2016 - Night Driver
- 2019 - Half Way There

### Album live con i Busted
- 2004 - A Ticket for Everyone: Busted Live

### Singoli con i Busted
- 2002 - What I Go to School For
- 2003 - Year 3000
- 2003 - You Said No
- 2003 - Sleeping With The Light On
- 2003 - Crashed The Wedding
- 2004 - Who's David?
- 2004 - Air Hostess
- 2004 - Thunderbirds Are Go/3AM
- 2004 - She Wants To Be Me
- 2015 - Coming Home
- 2016 - On What You're On
- 2019 - Nineties
- 2019 - Radio
- 2019 - MIA

### Colonne sonore con i Busted
2004 - Thunderbirds - Thunderbirds Are Go
2006 - Maial college 2 - What I Go to School For
2008 - Hannah Montana and Miley Cyrus: Best of Both Worlds Concert - Year 3000
2018 - Wedding Day Winners (Serie tv) - What I Go to School For

## Tournée

### Principali
- Busted: Tour (2003)
- Busted: A Ticket for Everyone (2004)
- Busted: A Ticket for Everyone Else (2004)
- McBusted: Busted & McFly (2014)
- McBusted's Most Excellent Adventure Tour (2015)
- McBusted: Fusion Festival (2015)
- Busted: Pigs Can Fly (2016)
- Busted: Night Driver Tour (2017)
- Busted: Half Way There Tour (2019)

### Come supporto
- One Direction – Where We Are Tour (Danimarca e Francia) (2014)
- One Direction – On the Road Again Tour (Australia e Europa) (2015)